# Liste der Kulturdenkmäler in Hohenleimbach
In der Liste der Kulturdenkmäler in Hohenleimbach sind alle Kulturdenkmäler der rheinland-pfälzischen Ortsgemeinde Hohenleimbach aufgeführt. Grundlage ist die Denkmalliste des Landes Rheinland-Pfalz (Stand: 12. Juni 2023).

## Einzeldenkmäler
| Bezeichnung        | Lage                               | Baujahr         | Beschreibung | Bild                                    |
| ------------------ | ---------------------------------- | --------------- | --- | --------------------------------------- |
| Wegekreuz          | Dorfstraße, Ecke Brantestraße Lage | 1752            | Wegekreuz, bezeichnet 1752                                                                                                | Fotos hochladen                         |
| Altar und Skulptur | Im Bongert, in Nr. 2 Lage          | 18. Jahrhundert | in der katholischen Schutzengelkapelle von 1963: Altar vom Anfang des 18. Jahrhunderts; Nepomuk-Skulptur, bezeichnet 1781 | Fotos hochladen                         |
| Wegekreuz          | östlich von Hohenleimbach          | 16[xx]          | Wegekreuz, Nischentyp, bezeichnet 16[xx]                                                                                  | Fotos hochladen                         |
| Wegekreuz          | östlich von Hohenleimbach          | 1710            | Wegekreuz, Nischentyp, bezeichnet 1710                                                                                    | Direkt Bild zu diesem Denkmal hochladen |